# Àcid arsènic
L'àcid arsènic és el compost químic amb la fórmula H₃AsO₄. De manera més descriptiva la fórmula química s'escriu com AsO(OH)₃. És un àcid incolor que és l'anàleg amb arsènic de l'àcid fosfòric. Les sal d'arsenat i de fosfat tenen comportaments molt similars. L'àcid arsènic no s'ha aïllat mai i només es troben en solucions on aquest àcid està fortament ionitzat. La seva forma hemihidratada (H₃AsO₄·½H₂O) forma cristalls estables.

## Propietats
La seva espècie és tetrahèdrica en forma de C3v amb la llargada dels enllaços As–O que va d'1,66 fins a 1,71 Å.
Essent un àcid tripròtic, la seva acidesa es descriu en tres equilibris:
H₃AsO₄ + H₂O  H₂AsO−
4 + H₃O+ (K1 = 10−2.19)
H₂AsO−
4 + H₂O  HAsO2−
4 + H₃O+ (K₂ = 10−6.94)
HAsO2−
4 + H₂O  AsO3−
4 + H₃O+ (K₃ = 10−11.5)
Aquests valors Ka són propers als de l'àcid fosfòric. Al contrari que l'àcid fosfòric, l'àcid arsènic és un oxidant com mostra la seva capacitat de convertir el iode a iodur.

## Preparació
L'àcid arsènic es prepara tractant el triòxid d'arsènic amb àcid nítric concentrat i com a subproducte es produeix triòxid de dinitrogen.
As₂O₃ + 2 HNO₃ + 2 H₂O → 2 H₃AsO₄ + N₂O₃

## Aplicacions
Les aplicacions comercials de l'àcid arsènic estan limitades per la seva toxicitat. De vegades es troba com un protector de la fusta, biocida d'alt espectre i agent d'acabat de vidres o metalls, també com a reactiu en la síntesi d'alguns tints i compostos d'arsènic. La seva LD50 en conills és de 6 mg/kg (0.006 g/kg).